# Шаптала, Сергей Александрович
Сергей Александрович Шаптала (укр. Шаптала Сергій Олександрович; род. 5 февраля 1973, Константиновка, Смелянский район, Черкасская область, УССР, СССР) — украинский военачальник. Начальник Генерального штаба Вооружённых сил Украины с 28 июля 2021 по 9 февраля 2024 года. Герой Украины (2015), генерал-лейтенант (2021).

## Биография
Родился 5 февраля 1973 года в селе Константиновка Смелянского района Черкасской области Украины.
В 1990 году поступил в Киевское высшее общевойсковое командное дважды Краснознаменное училище имени М. В. Фрунзе.
В феврале 2013 года был назначен командиром 300-го отдельного механизированного полка в Черновцах. В конце того же года полк был расформирован.
С 2014 по 2017 год — командир 128-й горно-пехотной бригады. Был участником конфликта в Донбассе, боёв за Дебальцево. В ноябре 2016 года Следственным комитетом Российской Федерации против Сергея Шапталы и других украинских военных возбуждено уголовное дело за «прицельные артилерийские обстрелы из тяжелого вооружения объектов гражданской инфраструктуры Донбасса».
С 2017 по 2020 год — начальник штаба и первый заместитель командующего войсками оперативного командования «Юг». 23 августа 2018 года указом Президента Украины № 242/2018 присвоено воинское звание генерал-майор.
В апреле 2020 года был назначен командующим войсками оперативного командования «Запад».
С 28 июля 2021 года по 9 февраля 2024 года — начальник Генерального штаба Вооружённых Сил Украины.
24 августа 2021 года указом Президента Украины № 425/2021 присвоено воинское звание генерал-лейтенант.

## Награды
- Звание Герой Украины с вручением ордена «Золотая Звезда» (18 февраля 2015) — «за личное мужество, героизм и высокий профессионализм, проявленные в защите государственного суверенитета и территориальной целостности Украины, самоотверженное служение украинскому народу»[9];
- Орден Богдана Хмельницкого III степени (26 февраля 2015) — «за личное мужество и героизм, проявленные в защите государственного суверенитета и территориальной целостности Украины, верность военной присяге»[10].